# Венский протокол 25 марта 1941
Венский протокол (1941) — соглашение о присоединении Королевства Югославия к Берлинскому пакту 1940 года, подписанный 25 марта 1941 года в главном зале дворца Бельведер в Вене. Со стороны Югославии был подписан премьер-министром Королевства Югославия Драгишей Цветковичем и министром иностранных дел Александаром Цинцар-Марковичем, со стороны Германии — министром иностранных дел Иоахимом фон Риббентропом, со стороны Италии — министром иностранных дел Королевства Италия Галеаццо Чиано, со стороны Японии — послом Японской империи в Германии
Хироси Осимой.

## Предыстория
Решение о присоединении к Тройственному пакту было принято на заседании югославского правительства, после которого (20 марта 1941 года) в отставку подали три министра.
О подготовке участия Югославии в Венском протоколе было известно заранее. 22 марта 1941 года югославский посол в СССР Милан Гаврилович спросил Андрея Вышинского можно ли ему, Гавриловичу, в телеграмме югославскому правительства сообщить (как личное впечатление), что для советского руководства не имеет значения присоединится ли Югославия к Тройственному пакту. В тот же вечер Вышинский на личном приеме сказал Гавриловичу, что его просьба беспредметна, так как СССР известно, что вопрос о присоединении Югославии к Тройственному пакту уже решен. Об этом разговоре с Вышинским Гаврилович сообщил министру Цинцар-Марковичу. Свой поступок Гаврилович объяснил тем, что надо было выяснить советскую реакцию возможного присоединения к Тройственному пакту.
Советское правительство попыталось предотвратить присоединение Югославии к Тройственному пакту. 23 марта 1941 года югославскому правительству было передано советское предложение: Советский Союз готов заключить с Югославией договор о дружбе и ненападении, если Югославия откажется от союза с Германией. О советском предложении знала группа югославских оппозиционных политиков во главе с Иваном Рибаром, который требовал, чтобы о нем были оповещены члены югославского правительства.
24 марта 1941 года Цинцар-Маркович сообщил Милану Гавриловичу о решении югославского правительства присоединиться к Тройственному пакту.

## Условия
Югославское правительство настояло на включение в договор трёх условий: отсутствие войск Оси и военного транзита через территорию Югославии; гарантия территориальной целостности; неучастие Югославии в военных акциях стран Оси.

## Последствия
Венский протокол так и не был ратифицирован. Большинство жителей Югославии отнеслись к его подписанию резко отрицательно. Уже 26 марта с раннего утра на улицах Белграда, Любляны, Крагуеваца, Чачака, Лесковаца проходили многотысячные митинги протеста против подписания договора с Германией и её союзниками. В 400-тысячном Белграде на демонстрацию протеста вышло не менее 80 тысяч человек. Главными лозунгами протестующих были «Лучше война, чем пакт», «Лучше умереть, чем стать рабом». В Белграде протестующие разгромили немецкое информационное бюро. В то же время Хорватская крестьянская партия и её лидер Владко Мачек поддержали венский протокол.
Через два дня после подписания протокола, 27 марта 1941 года в Югославии произошёл государственный переворот: регент Королевства Югославия Павел Карагеоргиевич и правительство Драгиша Цветковича были отстранены от власти офицерами югославской армии во главе с генералом Душаном Симовичем. Симович возглавил новое правительство Югославии, а 17-летний король Пётр II Карагеоргиевич (регентом при котором был Павел Карагеоргиевич) был досрочно объявлен совершеннолетним. Кабинет Симовича, пришедший к власти на волне протеста против венского протокола, тем не менее, стремясь выиграть время, подтвердил свою приверженность этому документу. Югославский министр иностранных дел в кабинете Симовича Момчило Нинчич (преемник Цинцар-Марковича) в день занятия своей должности (27 марта 1941 года) посетил посла Германии в Югославии фон Хеерена и официально уведомил его о признании правительством венского протокола. Тем не менее, кабинет Симовича так и не ратифицировал венский протокол.
После подписания в Москве 5 апреля 1941 года Договора о дружбе и ненападении между СССР и Югославией и начала нацистской оккупации Югославии 6 апреля 1941 года венский протокол фактически утратил силу. После расчленения Югославии и провозглашения усташами Независимого государства Хорватия, это коллаборационистское государство самостоятельно присоединилось к Берлинскому пакту 1940 года.

## В художественной литературе
- Альтернатива — роман Юлиана Семёнова.